# Стефано Ді Баттіста
Стефано Ді Баттіста (італ. Stefano Di Battista) — італійський джазовий саксофоніст. Народився в Римі 14 лютого 1969 року.

## Біографія
Стефано народився в Римі 14 лютого 1969 в сім'ї любителів музикі. Він почав грати на саксофоні в тринадцять років у джазовому бенді. Вважаючи себе джазовим музикантом, вступив до консерваторії і вдосконавлював свою техніку, вивчаючи класичний репертуар і отримав диплом з відзнакою у віці 21 року. Після цього він почав заробляти на життя, граючи в різних естрадних та поп-оркестрах. У 1992 році він опинився на джазовому фестивалі в Кальві і зустрівся там з французькими музикантами, які запросили його грати в Парижі. Подорожуючи на автобусах між Парижем і Римом протягом двох років, Стефано в 1994 році почав свою справжню Паризьку музичну кар'єру. У цей час він виступав з такими зірками, як Даніель Гумар, Джиммі Кобб, Волтер Букер, Нет Еддерлі. «Я весь час шукаю той джазовий дух, який ввібрав з музикою Cannonball Adderley... мені подобається ця проста ідея відкриття людям музики, яка залишається живою і доступною, незважаючи на всі композиційні складності» — говорить Стефано, «джаз — ця музика з'єднує людей, на сцені я прагну поділитися з людьми відчуттям свята». Свій перший сольний альбом «Volare» Стефано записав у 1997 році. Він приніс йому номінацію на «Victories de la Musique» і нагороду «Музикант року» в Італії. У наступному 1998 році був випущений його альбом «A Prima Vista», що отримав визнання в Америці. Барабанщиком у цьому альбомі був легендарний Елвін Джнос, ударник Колтрейн. Стефано записав альбоми: «Stefano Di Battista» (2000), «Round About Roma» (2003), «Parker's Mood» (2005) і «Trouble Shootin» (2007). Молодий віртуоз, Стефано Ді Баттіста саксофоніст, переповнений енергією — часом бурхливої, часом ніжною і ліричною. Відкривши для себе джаз в шістнадцять років, він з тих пір відчуває своє життя і концертні турне пролітаючими зі швидкістю світла. Вже випустив кілька альбомів під власним ім'ям, один з яких присвячений музиці Чарлі Паркера, Стефано ді Батіста впевнено завойовує визнання як унікальне явище європейської джазової сцени.

## Дискографія
- Live au Parc Floral Vol.3 (1996)
- Volare (1997)
- A Prisma Vista (1998)
- Stefano Di Battista (2000)
- Round About Roma (2002)
- Parker's Mood (2004)
- Trouble's Shootin’ (2007)
- Woman's Land (2011)

## Джерело
- Сторінка про Стефано Ді Баттіста